# Ermingen
Ermingen ist ein Ortsteil im Westen der Stadt Ulm.
Der Stadtteil, der sich auf dem Hochsträß befindet, hat rund 1250 Einwohner auf einer Fläche von 837 Hektar. In Ermingen befindet sich der Fernmeldeturm Ulm-Ermingen.

## Geschichte
Am 1. Juli 1974 wurde die bis dahin selbstständige Gemeinde Ermingen zusammen mit den Orten Donaustetten, Einsingen und Gögglingen in den Stadtkreis Ulm eingegliedert. Zuvor gehörte Ermingen dem Landkreis Ulm bzw. Alb-Donau-Kreis an.

## Politik

### Ortschaftsrat
Wie alle Stadtteile, die ab 1971 eingemeindet wurden, hat auch Ermingen einen Ortschaftsrat mitsamt Ortsvorsteher. Das Gremium hat Beraterfunktion im Stadtrat Ulm zu den den Stadtteil betreffenden Angelegenheiten. Endgültige Beschlüsse werden jedoch vom Stadtrat der Stadt Ulm getroffen.

### Wappen
Das ehemalige Ortswappen zeigt im gespaltenen Schild vorne in Silber ein schwarzes Kreuz, hinten in Blau einen silbernen Äbtissinnenstab.

## Paläontologischer Fundort

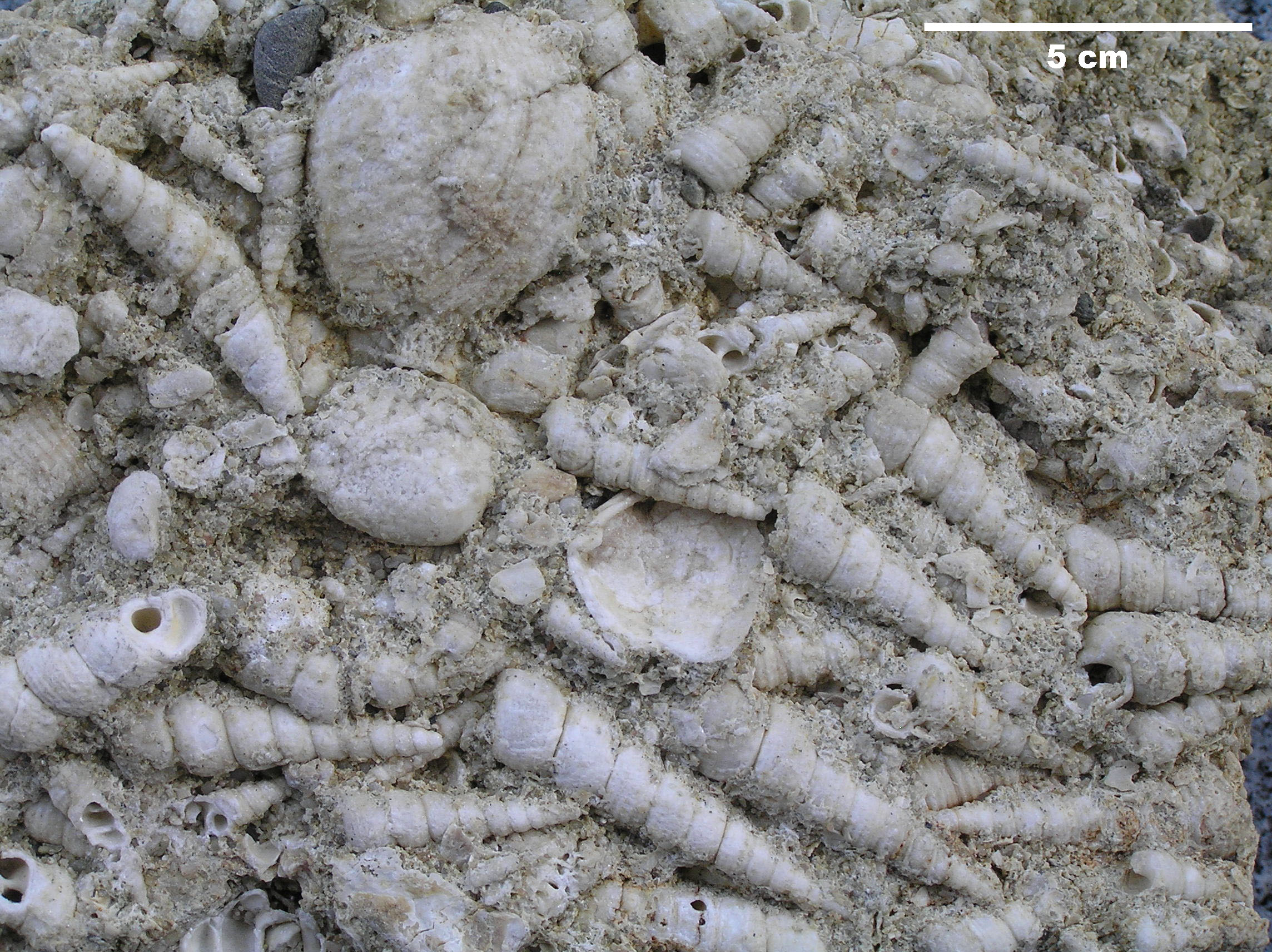
Turritellenkalk von der Erminger Turritellenplatte

Auf der Gemarkung von Ermingen befindet sich die untermiozäne „Erminger Turritellenplatte“, die sich durch ihren Fossilreichtum auszeichnet. Das massenhafte Vorkommen von Turmschnecken gab der Fundstelle den Namen. Die Turmschnecke Turritella turris überwiegt hierbei mengenmäßig in der Gastropoden-Population. Die küstennahe flachmarine Ablagerung wurde vor rund 18,5 Millionen Jahren (Unteres Ottnangium) gebildet.

## Schwäbisches Stonehenge
Im Zuge des ökologischen Programms „Kulturlandschaft Hochsträß“ wurde in Ermingen 1989 ein Trockenbiotop erstellt. Aufgrund der Topographie und der Lage des Grundstücks, sowie der Notwendigkeit zur Schaffung eines geeigneten Platzes für das traditionelle Funkenfeuer wurde ein Sonnwendplatz realisiert, dessen Vorbild das berühmte Stonehenge in Südengland ist. Es handelt sich um zwölf Steinstelen (zwölf Monate), die kreisförmig in einem Radius von zwölf Metern angeordnet sind. Dieser Platz bildet den Rahmen für das alljährliche Abbrennen des Funkenfeuers am ersten Fastensonntag, mit dem der Winter vertrieben wird.